# FIFA 64
FIFA 64 (ou FIFA Soccer 64 en Amérique) est un jeu vidéo de football sorti en 1997 sur Nintendo 64. Le jeu a été développé par Electronic Arts et édité par EA Sports.
Il s'agit d'un portage tardif de FIFA 97 sur la Nintendo 64.